# Mukharram al Fawqānī
Mukharram al Fawqānī (arabiska: مخرم الفوقاني) är en distriktshuvudort i Syrien.   Den ligger i provinsen Homs, i den centrala delen av landet, 160 km nordost om huvudstaden Damaskus. Mukharram al Fawqānī ligger 609 meter över havet och antalet invånare är 9 112.
Terrängen runt Mukharram al Fawqānī är lite kuperad. Runt Mukharram al Fawqānī är det glesbefolkat, med 14 invånare per kvadratkilometer.. Det finns inga andra samhällen i närheten. 
Omgivningarna runt Mukharram al Fawqānī är i huvudsak ett öppet busklandskap.